# إسحاق تابنكين
إسحاق تابنكــين (بالعبرية: יצחק טבנקין‏) (1887-1973) زعيم صهيوني عمالي، وأحد مؤسسي حركة الكيبوتس الموحَّد ومن أهم منظرية ا. وُلد في روسيا وتلقَّى تعليماً دينياً في طفولته ثم تلقَّى تعليماً علمانياً في وارسو وفيينا. استوطن فلسطين عام 1912 وكان من أوائل منظمي الزراعة المسلحة فيها وكان من مؤسسي الهستدروت (1920) والماباي (1930). وقد عارض تابنكين الاتفاق المبرم بين بن جوريون والتصحيحيين، كما عارض قرار التقسيم وطالب بأن يكون الاستيطان في كل إسرائيل. وحينما انقسمت الحركة العمالية عام 1944، كان تابنكين أحد مؤسسي حزب المابام. وكان عضواً في كل مؤتمر صهيوني عُقد بعد الحرب العالمية الأولى حتى عام 1959. وبعد عام 1967، كان من المطالبين بأن تحتفظ إسرائيل بكل الأرض التي ضُمَّت وأن تصبح جزءاً لا يتجزأ من دولة إسرائيل. له عدة مؤلفات عن الكيبوتس.